# 가조 (롬인)
가조(gadjo)란 로마니펜에 따르지 않는 사람,이방인을 말한다. 보통 혈통적으로 비로마인을 가리키는 말이지만, 같은 로마인이라도 로마인들의 율법(로마니펜)에 따르지 않는 사람은 가조로 취급한다. 가조란 말은 농민,정착민,소작농등을 뜻하며, 전통적으로 로마인들은 유목민 또는 방랑생활을 해왔기 때문에 정착생활은 일종의 일탈 또는 로마인의 정체성에 어긋나는 것으로 간주되었다.

## 설명
스페인어 속어로 가초(gachó)와 가치(gachí)는 각각 남자, 연인 여자, 소녀등을 뜻한다. 포르투갈어 속어 gajo와 gaja는 더 직접적으로 로마의 용법으로 쓰이지만, 약간 경멸적인 표현이다. 스코틀랜드나 북동부 잉글랜드의 Gadgie란 단어들도 모두 로마어의 가조에서 유래되었다.
서유럽과 미국의 로마인들은 종종 가조들을 타락한 사람들로 여긴다. 왜냐하면, 그들은 로마니펜에 따르는 로마인만이 순수한 로마인이라고 믿기 때문이다. 동유럽의 로마인들은 보통 이에 동의하지 않는다.